# دیرفیلد (ماساچوست)
دیرفیلد(به انگلیسی: Deerfield) شهرکی در شهرستان فرانکلین ایالت ماساچوست می‌باشد که در سال ۱۶۷۷ بنیان‌گذاری شده‌است. این شهرک در سرشماری سال ۲۰۱۰ میلادی، ۵٬۱۲۵ نفر جمعیت داشته‌است.

## نگارخانه

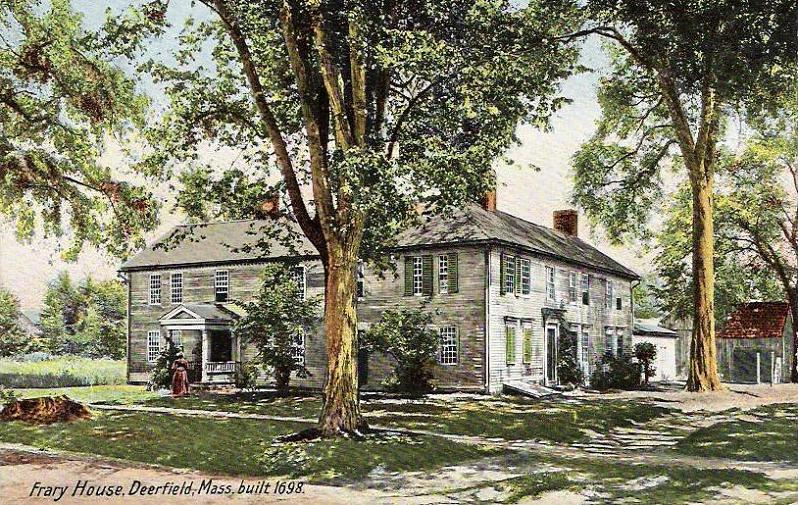
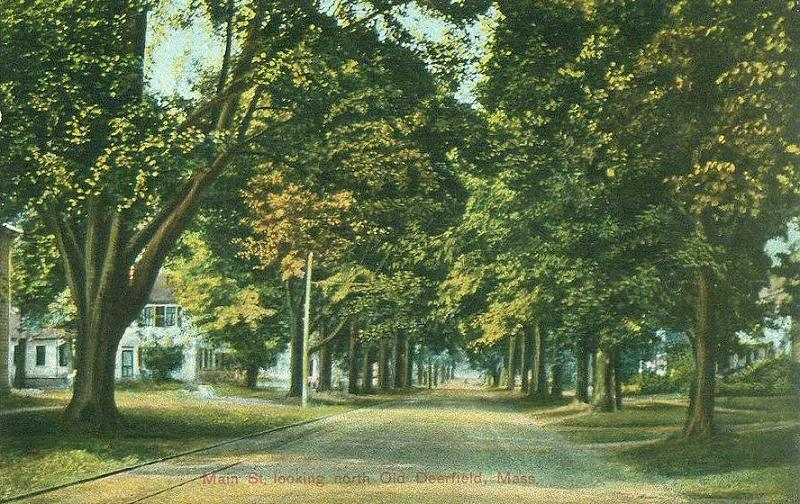
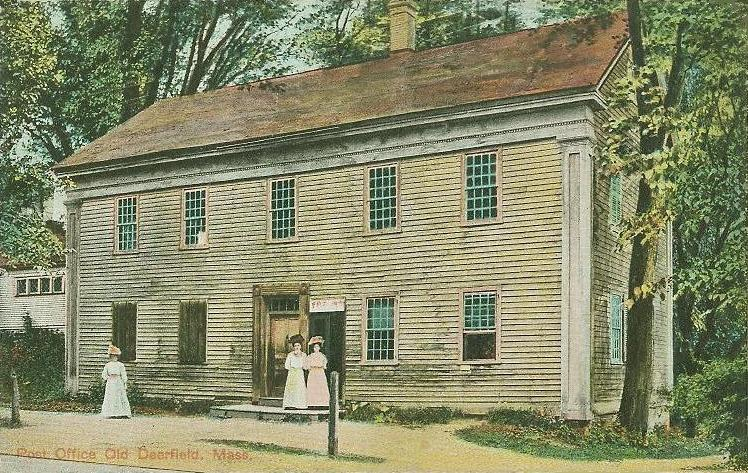
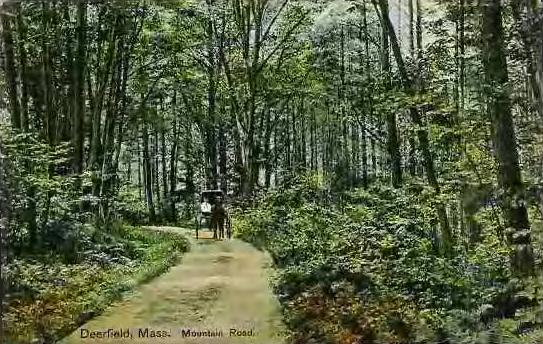